# Grand Declaration of War
Albums de Mayhem
Mediolanum Capta Est
(1999) Chimera
(2004)
Grand Declaration of War est le deuxième album studio du groupe de black metal norvégien Mayhem. L'album a été publié en 2000, par la maison de disque française Season of Mist. En 2018, l'album est réédité et propose désormais une version sonore  supérieure à l'original avec un artwork totalement revisité.

## Style musical
Le style de cet album est très différent par rapport à leur premier opus De Mysteriis Dom Sathanas. Contrairement à son prédécesseur, cet album se distingue du style black métal traditionnel de par ses expérimentations sonores, en incluant notamment des sonorités indus, bruitiste, ainsi qu'un double chant clair et grave. Le jeu de batterie de Hellhammer rend l'atmosphère très militariste et guerrière. Les guitares proposent des riffs structurés de façon violentes et malsaines.

## Liste des morceaux
1. A Grand Declaration of War – 4:14
2. In the Lies Where upon You Lay – 5:59
3. A Time to Die – 1:48
4. View from Nihil (Part I of II) – 3:04
5. View from Nihil (Part II of II) – 1:16
6. A Bloodsword and a Colder Sun (Part I of II) – 0:33
7. A Bloodsword and a Colder Sun (Part II of II) – 4:27
8. Crystalized Pain in Deconstruction – 4:09
9. Completion in Science of Agony (Part I of II) – 9:44
10. To Daimonion (Part I of III) – 3:25
11. To Daimonion (Part II of III) – 4:52
12. To Daimonion (Part III of III) – 0:07
13. Completion in Science of Agony (Part II of II) – 2:14

## Musiciens
Mayhem
- Maniac : chant
- Blasphemer : guitare
- Necrobutcher : basse
- Hellhammer : batterie

Musicien de studio
- Øyvind Hægeland : chant additionnel (piste #9)
- Tore Ylwizaker : Échantillonneur (piste #9)